# Nguyễn Hữu Mạnh
Nguyễn Hữu Mạnh là cựu tướng lĩnh Quân đội nhân dân Việt Nam. Chức vụ cuối cùng của ông là Chánh Văn phòng Bộ Tổng tham mưu Quân đội nhân dân Việt Nam, hàm Thiếu tướng.

## Tiểu sử
Thiếu tướng Nguyễn Hữu Mạnh, quê tại xã Nga Thanh, huyện Nga Sơn, tỉnh Thanh Hóa
Năm 2006 đến năm 2018, Nguyễn Hữu Mạnh là Thiếu tướng, Chánh Văn phòng Bộ Tổng tham mưu Quân đội nhân dân Việt Nam.

## Xuất thân
Ông là anh trai của Thiếu tướng Nguyễn Văn Thân, Trợ lý Đại tướng Phan Văn Giang, Ủy viên Bộ Chính trị, Bộ trưởng Bộ Quốc phòng.
1. ↑  Đồng chí Thượng tướng Đỗ Bá Tỵ - Tổng Tham mưu trưởng, Thứ trưởng Bộ Quốc phòng làm việc với Ban Quản lý dự án 47/ BTTM ngày 11/02/2014 Lưu trữ ngày 2 tháng 5 năm 2014 tại Wayback Machine, Đường tuần tra biên giới.